# Otepää

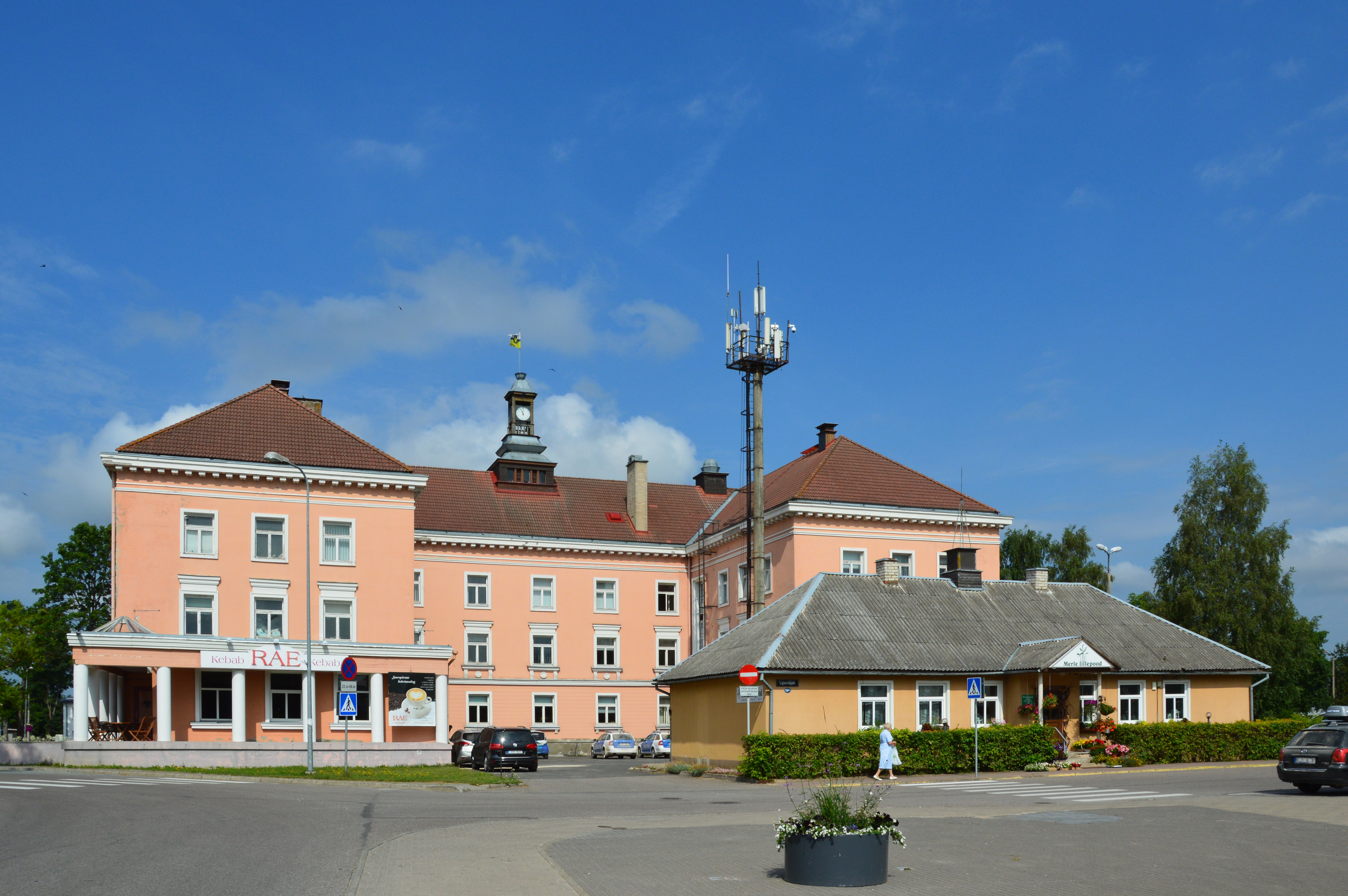
Ratusz w Otepää

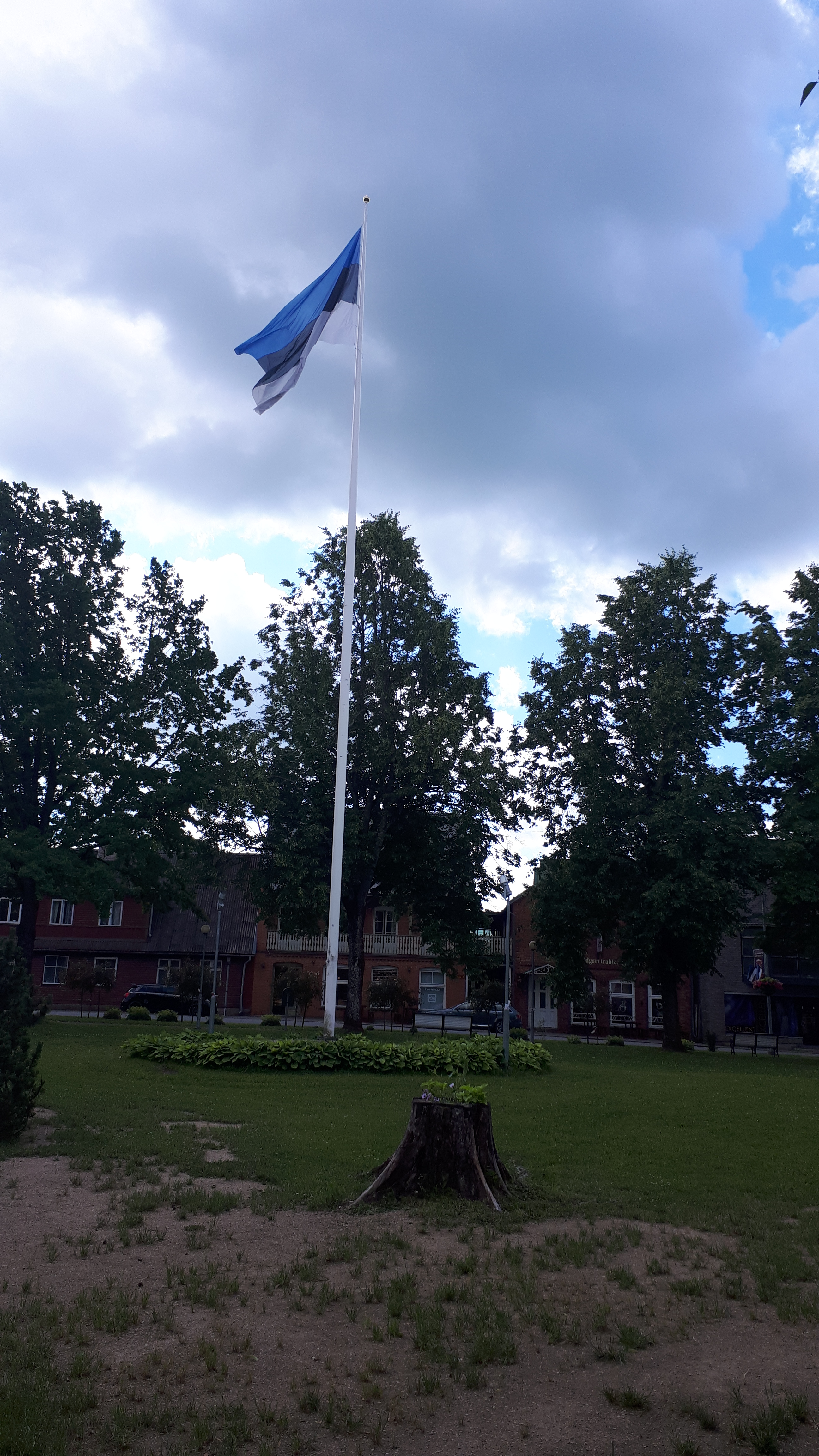
Flaga estonska w centrum Otepää.

Otepää – miasto w gminie Otepää w prowincji Valga, w południowej części Estonii. W mieście żyje około 2000 osób. Otepää znane jest głównie z organizacji zawodów Pucharu Świata w narciarstwie i snowboardzie;
często nazywane jest zimową stolicą Estonii (tak jak Zakopane w Polsce). W mieście ma siedzibę klub sportowy Otepää Spordiklubi.
W średniowieczu istniał tu staroestoński gród, pod nazwą Niedźwiedzia Głowa wzmiankowany po raz pierwszy w 1116 roku w nowogrodzkim latopisie, wspominającym atak nań ruskich wojsk w dniu 10 marca. 
W mieście jest zabytkowy kościół, początkami sięgający XIII w., w swej obecnej neogotyckiej postaci od lat 1889–1890. W latach 1872–1880 pastorem w Otepää był Jakob Hurt (1839–1907), jeden z czołowych działaczy estońskiego odrodzenia narodowego. 
W 1884 r. dokonano w Otepää poświęcenia niebiesko-czarno-białego sztandaru estońskich studentów z Tartu (obecnej flagi Estonii).
W mieście rozwinął się przemysł mleczarski, lekki oraz odzieżowy.

## Zmiany populacji
- 1922 – 1777
- 1934 – 2015
- 1941 – 2445
- 1959 – 2158
- 1970 – 2424
- 1979 – 2289
- 1989 – 2424
- 2000 – 2282
- 2003 – 2178

## Miasta partnerskie
- Garrett
- Kivijärvi